# Žabjek v Podbočju
Žabjek v Podbočju je naselje v Občini Krško.